# Козма I Цариградски
Свети Козма I је хришћански светитељ и био је цариградски патријарх од 1075. до 1081. године.
Био је патријарх, после патријарха Јована Ксифилина, а за време царева Михајла VII Дуке (1071—1078) и Нићифора III (1078—1081). Крунисао је византијског цара Нићифора III.
Православна црква га слави 2. јануара по јулијанском календару, а 15. јануара по грегоријанском календару.